# Philadelph Van Trump

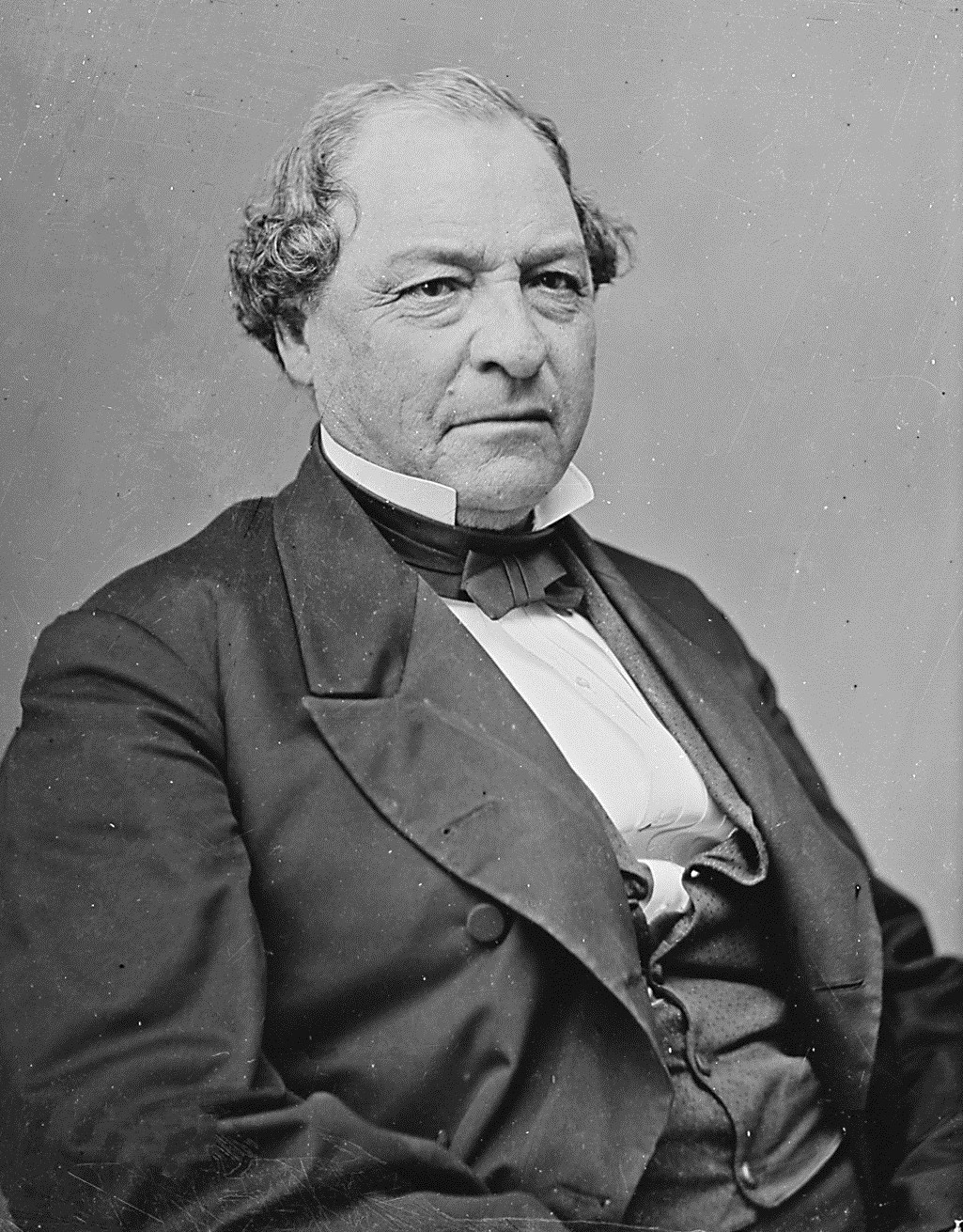
Philadelph Van Trump

Philadelph Van Trump (* 15. November 1810 in Lancaster, Ohio; † 31. Juli 1874 ebenda) war ein US-amerikanischer Politiker. Zwischen 1867 und 1873 vertrat er den Bundesstaat Ohio im US-Repräsentantenhaus.

## Werdegang
Philadelph Van Trump besuchte die öffentlichen Schulen seiner Heimat und absolvierte danach eine Lehre im Druckerhandwerk. Danach gab er in Lancaster zwei Zeitungen heraus. Nach einem anschließenden Jurastudium und seiner Zulassung als Rechtsanwalt begann er ab 1838 in Lancaster in diesem Beruf zu arbeiten. Politisch war er damals Mitglied der Whig Party. Im Juni 1852 nahm er als Delegierter an deren Bundesparteitag in Baltimore teil. Nach der Auflösung der Whigs wechselte er zur American Party, für die er 1856 erfolglos für das Amt des Gouverneurs von Ohio kandidierte. Im Jahr 1860 war er Delegierter und Präsident auf zwei Staatskonventen in Ohio. Zwischen 1862 und 1867 amtierte er als Berufungsrichter. In den Jahren 1863, 1864, und 1865 bewarb er sich jeweils erfolglos um eine Richterstelle am Supreme Court of Ohio. Inzwischen hatte er sich der Demokratischen Partei angeschlossen. Im Jahr 1869 war er Präsident des regionalen Parteitages der Demokraten in Ohio.
Bei den Kongresswahlen des Jahres 1866 wurde Van Trump im zwölften Wahlbezirk von Ohio in das US-Repräsentantenhaus in Washington, D.C. gewählt, wo er am 4. März 1867 die Nachfolge von William E. Finck antrat. Nach zwei Wiederwahlen konnte er bis zum 3. März 1873 drei Legislaturperioden im Kongress absolvieren. Bis 1869 war die Arbeit des Kongresses von den Spannungen zwischen den Republikanern und Präsident Andrew Johnson geprägt, die in einem nur knapp gescheiterten Amtsenthebungsverfahren gipfelten. In den Jahren 1868 und 1870 wurden der 14. bzw. der 15. Verfassungszusatz ratifiziert.
1872 verzichtete Van Trump auf eine weitere Kandidatur. Nach dem Ende seiner Zeit im US-Repräsentantenhaus praktizierte er wieder als Anwalt in Lancaster, wo er am 31. Juli 1874 starb.